# Lagerstätte
Lagerstätte (från tyskan, ordagrant översatt "lagerplats") är en geologisk avlagring som 1) är exceptionellt rik på fossil och/eller 2) har en fossil fauna och/eller flora som är exceptionellt välbevarad. Dessa två kallas på engelska för 'concentration lagerstätte' respektive 'conservation lagerstätte'. Det finns ingen officiell svensk översättning av de här termerna, men de skulle kunna kallas för koncentrationslagerstätte respektive bevaringslagerstätte.
På grund av sin natur är lagerstätten ovanliga företeelser som ger unika möjligheter att bättre förstå de djur som idag bara finns som fossil. Den kambriska lagerstätten i Burgess Shale har till exempel gett ovärderliga kunskaper om det tidiga livets utveckling, tack vare de exceptionellt välbevarade fossilen. Andra berömda lagerstätten är Holzmaden (äldre jura) och Solnhofen (yngre jura) i Tyskland samt La Brea tar pit (pleistocen) i USA. Solnhofen har blivit berömt då man här har hittat samtliga tio exemplar av Archaeopteryx.
I Sverige finns det en lagerstätte, den kambriska så kallade orstensfaunan som man har hittat i alunskiffer.